# Carsten Pump
Carsten Pump, född 30 september 1976, är en tysk skidskytt.
Pump gjorde sin första tävling i världscupen 2002/2003 men den största meriten kom 2007/2008 då Pump nådde sin första pallplats i finska Kontiolax där han slutade på tredje plats.